# Hughes H-6
Hughes H-6 är en familj av små och mångsidiga civila och militära helikoptrar som används av ett flertal flygvapen. I USA kallas den militära varianten för OH-6 och den har även producerats i en civil variant, kallad antingen Hughes 369 eller Hughes 500.

## Historia
Hughes Aircraft utvecklade den första varianten OH-6 Cayuse som en spanings- och nyttohelikopter för Vietnamkriget. Denna helikopter hade vunnit den amerikanska arméns tävling till LOH-helikopter (Light Observation Helicopter : lätt observationshelikopter) och döptes i soldatmun till "Loach" (fiskarten "grönling") i Vietnamkonflikten. Förlorare i tävlingen blev helikoptern Fairchild Hiller , som försvann in i dimmorna efter tävlingen och Bell Helicopter vars tävlingsbidrag senare skulle få en nos och dominera den civila helikoptermarknaden som Bell 206 JetRanger.
Hugheshelikoptern är känd för sina höga prestanda, sitt låga motorljud, på grund av sin fyrbladiga (senare fembladiga) rotor, och dess lilla storlek. OH-6 kom att användas som en spaningshelikopter för att dra till sig eld och finna fiendens positioner. Den var enbart lätt beväpnad med en sexpipig minigunkulspruta och flög tillsammans med AH-1 Cobra attackhelikoptrar och UH-1 Iroquois trupptransporthelikoptrar.
Armén skulle senare anta Bellhelikoptern OH-58 Kiowa (vilket var en militariserad form av JetRangern) i en andra runda i LOH-tävlingen, trots kritik från piloterna som sade att OH-6 Cayuse var en bättre helikopter. Efter tävlingen köptes helikoptertillverkaren upp av McDonnell Douglas som började tillverka helikoptern för USA:s specialstyrkor under namnet AH-6 och MH-6 Little Bird, i soldatmun kallad "Killer Egg" (det dödliga ägget). 
Little Bird-helikoptern flygs av enheter från den amerikanska armén 160th Special Operations Aviation Regiment (SOAR) -regemente vid Fort Campbell. 
AH-6 -attackversionen kan bära en kapsel på vardera sidan om flygkroppen och denna kapsel kan innehålla olika typer av kulsprutor, robotar eller raketer. I stället för kapslar är trupptransportvarianten MH-6 utrustad med externa sittplatser på båda sidorna om kabinen vilket gör att helikoptrarna kan bära upp till sex man - tre på var sida. Helikoptern kan flyga i hastigheter upp till 257 km/h. 
Den stjärtrotorlösa varianten, NOTAR NO-TAil-Rotor, har blivit populär bland myndigheter eftersom dess ljudnivåer har sänkts kraftigt. I stället för en stjärtrotor som skall motverka vridmomentet finns det ett fläktutblås i stjärtbommen. Fläkten använder Coandaeffekten för att kontrollera gir.

## Användning i Finland
Den finländska armén använder en Hughes MD500D- och sju MD Helicopters MD500E-helikoptrar som förbindelsehelikoptrar. Tidigare hade man även fyra Hughes MD500C men samtliga dessa har förstörts i olika haverier. I Finland betecknas dessa som lätta helikoptrar. Deras beteckningar börjar på HH-.

## Japanska OH-6:or
I Japan tillverkades 387 st OH-6:or på licens av Kawasaki Heavy Industries och användes av Japans självförsvarsstyrkor (JGSDF), Japans marina självförsvarsstyrkor (JMSDF), Japans kustbevakning och övriga civila användare. Sedan 2001 håller man på att ersätta OH-6:orna i JGSDF med Kawasakis nya observationshelikopter OH-1.
- OH-6J : lätt observationshelikopter för den japanska landförsvarsstyrkorna. OH-1J byggdes på licens i Japan av Kawasaki Heavy Industries. OH-6J var baserad på den lätta observationshelikoptern OH-6A Cayuse.

- OH-6D : lätt observations- och spaningshelikopter för den japanska självförsvarsmakten.

OH-1D byggdes på licens i Japan av Kawasaki Heavy Industries. OH-6D är baserad på den civila Hughes 500D.

## Uppträdanden i TV och i filmer
OH-6-helikoptrar användes i filmen Capricorn One. Övriga filmer som inkluderat H-6:or är Blue Thunder, Outbreak, Fire Birds, Black Hawk Down, The Italian Job och Apocalypse. Den tecknade TV-serien "Skyhawks" hade även en Hughes 500. Dess mest kända roll är troligen i TV-serien Magnum; där används dock en Hughes 500D, med en senare konstruktion av den bakre T-fenan, och en fembladig huvudrotor.
En förlängd och förbättrad MD500, kallad MD600N, med NOTAR, kan ses i James Bond-filmen Die Another Day.

## Militära användare
- Argentina, Bahrain, Bolivia, Brasilien, Colombia, Costa Rica, Danmark, Dominikanska republiken, Ecuador, El Salvador, Filippinerna, Finland, Grekland, Haiti, Honduras, Indonesien, Irak, Israel, Italien, Japan, Jordanien, Kenya, Mauretanien, Marocko, Nicaragua, Spanien, Sydkorea, Taiwan, USA